# Emilia Zinzi

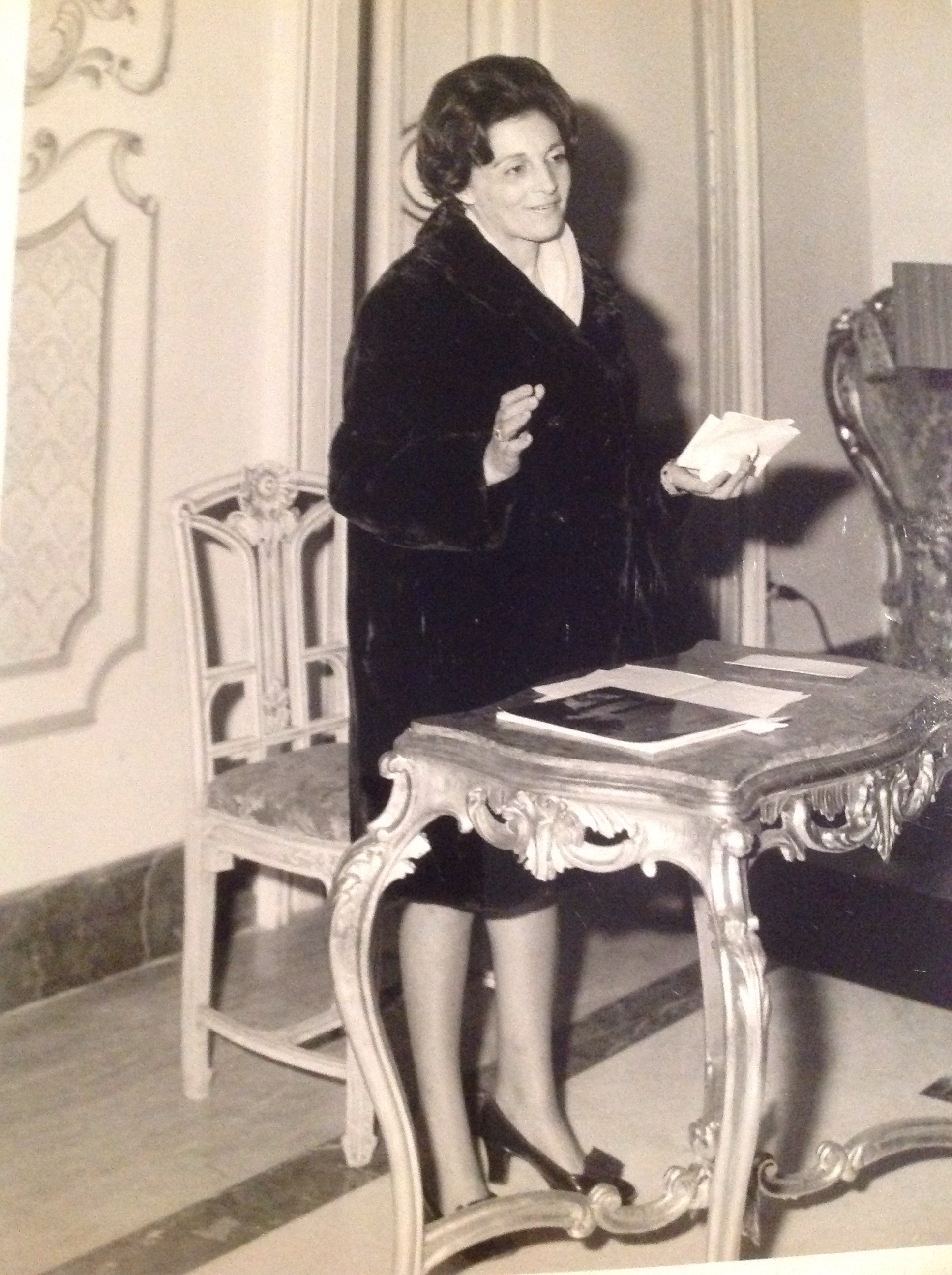
Premio Letterario Calabria per la monografia Calabria un sogno di sole, Catanzaro, 1969

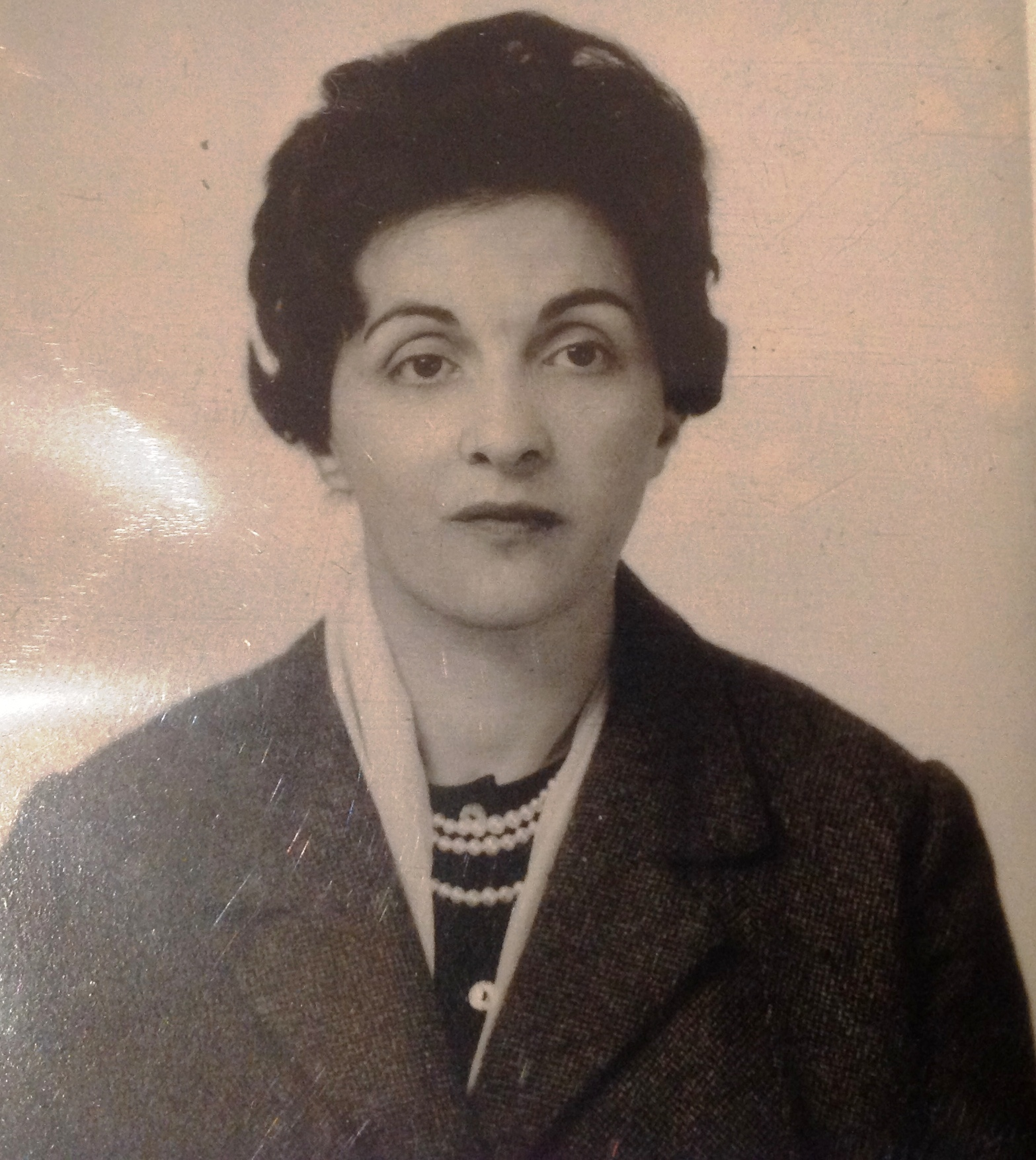
Emilia Zinzi alla fine degli anni 50 a Roma

Emilia Zinzi (Catanzaro, 15 aprile 1921 – Catanzaro, 9 settembre 2004) è stata una storica dell'arte italiana, soprintendente onorario della Soprintendenza conservazione dei monumenti e degli oggetti d'antichità e d'arte della Provincia di Catanzaro. Come studiosa la sua principale area di interesse, della quale diventò un'autorità di livello europeo, fu il rapporto fra la ricerca storico-archeologica e la pianificazione e la descrizione della dimensione urbanistica e socio-economica.

## Biografia
Compiuti gli studi all'Università di Roma, ove si laureò con Lionello Venturi,  iniziò a dedicarsi alla ricerca, alla catalogazione e valorizzazione dei beni storico-artistici; alla scoperta e salvaguardia delle aree territoriali sconosciute e, naturalmente, agli aspetti urbanistici dei siti oggetto di studi (Calabria e Basilicata).
Nel 1956 vinse il primo concorso a cattedra per l'insegnamento della Storia dell'arte, allora limitato ai soli licei classici, e nel luglio del 1957, conseguentemente alla visita del Ministro della Pubblica Istruzione Giuseppe Medici - invitato dalla studiosa e da Alfonso Frangipane, per constatare lo stato di degrado in cui versavano le chiese di Taverna con gli oli su tela, in esse contenuti, di Mattia Preti - le fu conferita la carica di "Ispettore onorario per la conservazione dei monumenti e degli oggetti d'antichità e d'arte per la provincia di Catanzaro".
In tale veste Emilia Zinzi diede inizio ad una vasta opera di ricognizione nell'intera regione, e, tra le innumerevoli segnalazioni, nel 1961, ebbe il merito di sottrarre alle ruspe la città greco-romana di Scolacium, oltreché il centro di Botricello-Myria, nel 1967. Nel corso della lunga carriera tale fu la validità riconosciuta ai suoi risultati scientifici pur sui processi insediativi evolutisi dal V al VII secolo, che influente videro la presenza di Cassiodoro, in un territorio all'interno del quale lo stesso aveva fondato un Monastero e un Centro di Studi, che non poté non essere altamente considerata da personalità quali Ermanno Arslan.

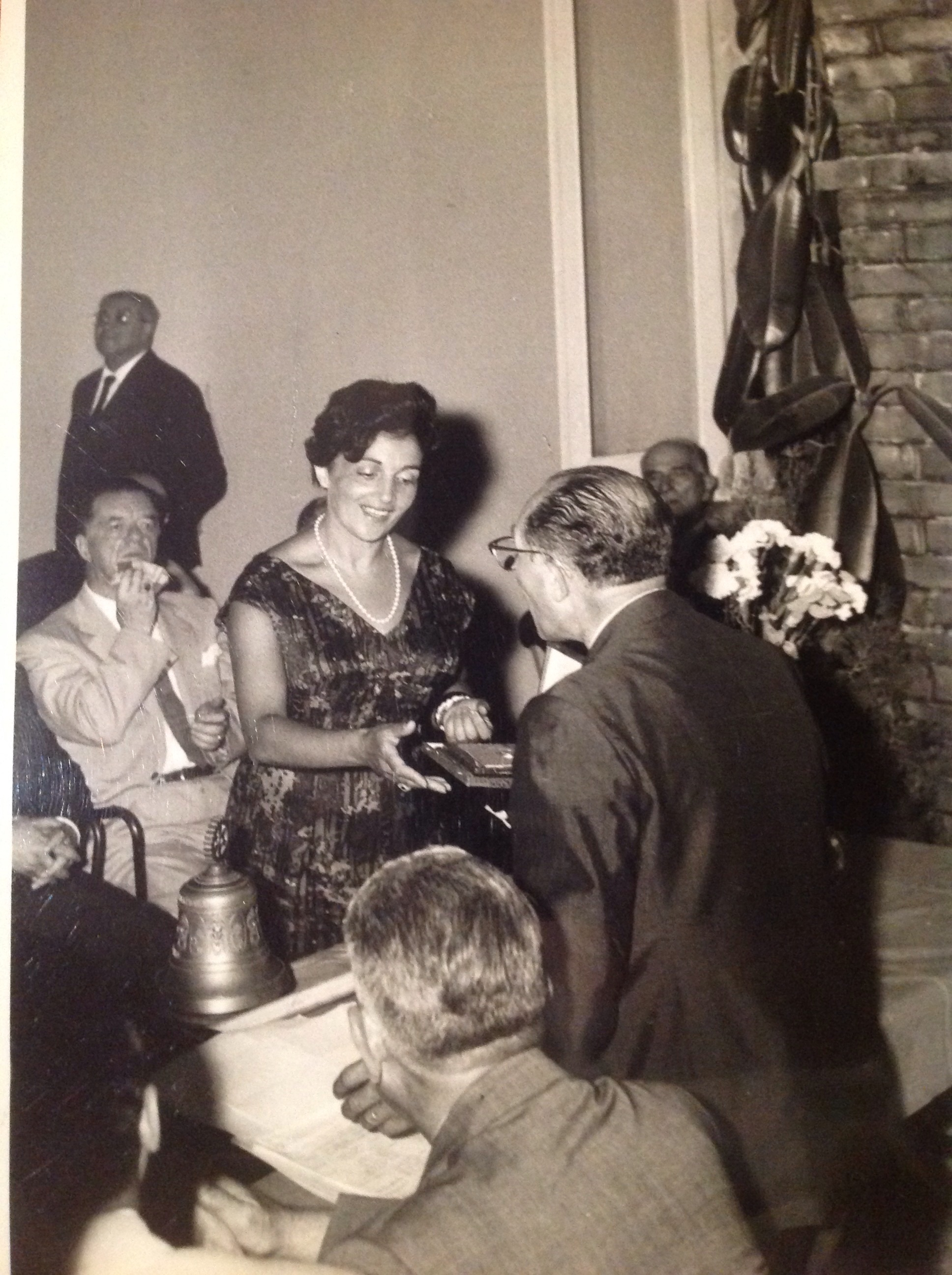
Consegna della targa d'argento dal Rotary Club della Calabria per la saggistica artistica per uomini e donne di cultura calabresi. Copanello (Catanzaro), 19 luglio 1965.

Dal 1968, in concomitanza con l'Istituzione dell'ateneo in cui operò, ebbe inizio la sua attività di docente di Storia dell'Arte presso Facoltà di Architettura del relativo "Istituto Universitario di Architettura", oggi Università di Reggio Calabria, ove concentrò i propri interessi, anche nella didattica, sull'architettura e l'ambiente storico, sul rapporto con la pianificazione urbanistica, nella prospettiva di una restituzione integrata della dimensione sociale, economica e agronomica dei topos, con particolare riguardo, come detto, al territorio calabro-lucano. Costante fu l'impegno al recupero dell'habitat dal Medioevo all'età moderna. La sua attività di studio, a cui la ricerca scientifica italiana si apriva in Italia negli anni settanta, la posero in costante contatto con Bologna e Roma, sì da valerle la nomina di "Componente del collegio docente interuniversitario per il Dottorato di ricerca in Conservazione dei beni architettonici del Politecnico di Milano", con specifico impegno per "Storia e Conservazione" (1984).
In una situazione di prevalente carenza negli studi urbanistico-territoriali sulla regione, prendevano luce i suoi lavori sull'insediamento dall'età antica all'Ottocento: le analisi dedicate al territorio e cultura delle Serre, l'iter di formazione e sviluppo di Catanzaro e di Vibo Valentia-Monteleone, il sistema territoriale Borgia-Squillace-Stalettì, le vicende delle città abbandonate (Mileto-Cerenzia-Cirella); vaste campiture identitarie da lei consegnate all'attuale storiografia.
Storico rimase difatti il Congresso del 1982 per la Deputazione di Storia Patria per la Calabria, dalla stessa organizzato con la Professoressa Maria Mariotti, per lungo tempo presidente della stessa.
Fu allora che per il territorio s'inaugurò un vivace dibattito nazionale sulla crescente problematica del patrimonio culturale calabrese, sui rapporti fra storia e operatività tecnica, dando eco alle sue denunce, non senza rischi per la propria incolumità, sulla deprecabile condizione dei siti cultuali e archeologici, sul degrado ambientale e strutturale (fra tutte quelle fatte a più riprese per l'"ecomostro di Copanello", la Congrega di Santa Maria del Carmine, il Palazzo Serravalle, L'Oratorio del Carmine e del Rosario, la Chiesa di Sant'Omobono, ecc...) e gettando le linee programmatiche di un recupero finalizzato alla fruizione scientifica e all'uso sociale dei siti archeologici e degli edifici di culto.
Nel 1985, dedicandosi all'esame delle fonti "basiliane" e degli insediamenti monastici italo-greci d'epoca normanna nel sud Italia, giunse ad identificare un fonte battesimale (marmoreo) del XII secolo conosciuto come "Patirion", custodito nel Metropolitan Museum of Art di New York, in quello perduto di Santa Maria del Patire di Rossano.
Nel 1987 ottenne un incarico da Bonifica-Iri Italstat, per uno studio sul patrimonio culturale (architettura e urbanistica) della Regione Calabria (Legge 431/85). Successivamente si dedicò alla storia dell'urbanistica della Calabra e della Sicilia post 1783, con una conclusione sulla mancata ricostruzione urbana e territoriale della Calabria nel tardo Settecento.
Fu relatrice in numerosi convegni fra cui: nel giugno 1987 a Firenze, The Johns Hopkins University, Sect. IV, Byzantium and Italy, nel dicembre 1988 all'Ecole francaise de Rome, Table ronde sur La Calabre de l'Antiquitè au Moyen Age. Nel novembre 1984: Scolacium, Seminario del CNRS de Lyon e della Soprintendenza ai beni archeologici della Calabria. Architettura e urbanistica medievale nel Sud). Fu componente del Consiglio direttivo e rappresentante della Deputazione di Storia patria per la Calabria, redattore della Rivista storica calabrese, membro della Società napoletana di Storia patria e della Società nazionale italiana di studi sul Settecento; fece parte anche del Comitato scientifico internazionale per gli studi sull'arte normanna-sveva con sede in San Marco Argentano.
Tra i suoi lavori, nel 1996, lo studio finalizzato alla catalogazione, tutela, restauro e valorizzazione del patrimonio storico-architettonico presente sul territorio regionale unitamente alla ricerca sul patrimonio figurativo e sul territorio meridionale e calabrese.
Per volontà della Conferenza Episcopale Calabra fu nominata rappresentante delle Commissioni diocesane d'arte sacra in seno alla Consulta regionale della Calabria. Fu anche componente del Comitato scientifico per il recupero dell'area archeologica di Mileto normanna, operante nel quadro dell'organizzazione internazionale sui “Normanni popolo d'Europa”.
È stata inoltre membro del Centro di studi per la Storia dell'Architettura (Roma), della Società Italiana per l'archeologia e la storia delle arti, della Società di Storia Patria Napoletana, dell'INU - Istituto Nazionale di Urbanistica (di cui fu Presidente Onorario) e rientro nel direttivo della Deputazione di Storia Patria per la Calabria e del comitato di redazione della “Rivista storica Calabrese”. Fondò e diresse negli anni Sessanta, su invito del senatore Umberto Zanotti Bianco, la sezione catanzarese di Italia Nostra e, per qualche mandato, della sezione calabrese dell'Istituto Nazionale dei Castelli.

## Dediche e riconoscimenti
- Nel 1995 il suo nome è stato inserito nell'International Directory of eighteenth-century Studies, Voltaire Foundation. Oxford 1995,[17]
- A Roma il 20 gennaio 2000 le è stato conferito il Premio Minerva 2000 "Alla ricerca culturale".[18][19]
- A lei è stato intitolato nel 2014[20] l'Archivio Storico Comunale della città di Catanzaro[21]

## Opere (parziale)

### Monografie
- La Provincia di Catanzaro, Catanzaro, Ente Provinciale per il Turismo, stampa 1969.
- La Forma artistica nella crisi del mondo antico : momenti del linguaggio imperiale e cristiano nel 3. e 4. secolo d.C., Reggio Calabria: Istituto Universitario statale di architettura, 1974-75.
- Immagini per un centro antico : Catanzaro, Ente Provinciale per il Turismo, 1981.
- Patrimonio culturale e pianificazione territoriale in Calabria, Silipo & Lucia, Catanzaro 1981.
- Studi sui luoghi cassiodorei in Calabria, Rubbettino ed., Soveria Mannelli, Catanzaro, 1994
- Analisi storico-territoriale e pianificazione: un'esperienza metodologica nel Sud d'Italia, Volume 1 Rubbettino, 1997
- I Cistercensi in Calabria. Presenze e memorie, Rubbettino, 1999.

### Curatele
- Istoria de' fenomeni del tremoto avvenuto nelle Calabrie, e nel Valdemone nell'anno 1783 posta in luce dalla Reale Accademia delle Scienze, e delle Belle Lettere di Napoli : Atlante (a cura di Emilia Zinzi), Roma-Catanzaro, Giuditta Editore, 1990.[22]
- Beni culturali di Calabria vol 1-2 - atti del VII congresso storico calabrese - deputazione di storia patria per la Calabria, Roma, Gangemi Editore, 1999.

### Saggi in volumi collettanei
- F. S. Salfi e la letteratura artistica: primi appunti per una ricerca, in F. S. Salfi un calabrese per l'Europa (1981), pp. 251–259
- Le città morte: un problema e tre schede, in AA. VV., Beni culturali in Calabria (Atti del 7. Congresso storico calabrese, Vibo Valentia-Mileto 1982 a cura di Emilia Zinzi), Gangemi Editore, Roma-Reggio Calabria 1985.
- Il Monastero di S. Giovanni in Fiore e le unita ex-florensi di Calabria, 1561-1650: notizie sullo stato delle fabbriche, in Atti del 2. Congresso internazionale di studi gioachimiti, 1984, San Giovanni in Fiore, Centro internazionale di studi gioachimiti, 1986.
- Linee e problemi nella letteratura sui luoghi cassiodorei in Calabria, in Sandro L'eanza (a cura di), Flavio Magno Aurelio Cassiodoro (Atti della settimana di studi, Cosenza-Squillace, 19-24 set. 1983), Soneria Mannelli, Rubbettino, 1986.
- I monasteri cistercensi di Calabria e Basilicata tra Cinque e Seicento, in Ordini religiosi e societa nel Mezzogiorno moderno : atti del seminario di studio (Lecce, 29-31 gennaio 1986), vol. 2.Galatina, Congedo Editore, 1987.
- Presenze e memorie della cultura figurativa islamica in Calabria e Basilicata, in AA. VV., Minoranze etniche in Calabria ed in Basilicata, a cura di Pietro De Leo, di Mauro ed., Cava dei Tirreni 1988.
- Dati sull'insediamento in Calabria dalla conquista al regnum. Da fonti normanne ed arabe, in: La Calabre de la fin de l'antiquité au Moyen Âge (Atti della tavola rotonda), Rome l"-2 dicembre 1989, École française di Roma.[23]
- Note e problemi d'individuazione e lettura per l'architettura florense nel contesto degli impianti monastici latini di Calabria fra 12. e 13. secolo, in Atti del ventennale, Abbazia florense di San Giovanni in Fiore, Cosenza 10-30 Ottobre 1990, Soveria Mannelli, Rubbettino, 1990.
- Insediamento gesuitico in Calabria: aspetti architettonici, urbanistici, territoriali, in: I Gesuiti e la Calabria: atti del convegno, Reggio Calabria 1991, Laruffa Editore, Reggio Calabria, 1992
- Comunità, potere, spazio urbano nel Sud : la piazza di Catanzaro dal Medioevo al 1975, in La piazza : lo spazio pubblico dal medioevo all'eta contemporanea, Milano, Electa, 1993.
- Catanzaro dalle origini alle soglie della conquista ispanica, in AA. VV., in: Catanzaro, Messina-Soveria Mannelli Rubbettino Editore, 1994.
- Tradizione bizantina nell'architettura sacra d'età normanna in Calabria. Uno sguardo d'insieme e tre rilevanti testimonianze: S. Giovanni Theriste, S. Maria de Tridetti, S. Maria di Terreti, in I Normanni in finibus Calabriae, a cura di F. A. Cuteri, Soveria Mannelli, Rubbettino 2003.

### Articoli
I suoi numerosi contributi sono apparsi prevalentemente nelle riviste Brutium (Gangemi Editore), Calabria Letteraria (Rubbettino), "Bollettino Deputazione di Storia Patria per la Calabria", Bollettino dell'Associazione Nazionale Italia Nostra, Magna Grascia, Klearkos, Rivista storica calabrese, sul Bollettino dell'Istituto nazionale di urbanistica.